# 清冈幸大郎
清冈幸大郎（日语：／ Kiyooka Kōtarō，2001年4月12日—），日本男子摔跤运动员，2023年索菲亚大奖赛男子自由式65公斤级金牌得主、2024年布达佩斯大奖赛男子自由式65公斤级金牌得主、2024年夏季奥林匹克运动会男子自由式65公斤级金牌得主。